# Palliduphantes culicinus
Palliduphantes culicinus är en spindelart som först beskrevs av Simon 1884.  Palliduphantes culicinus ingår i släktet Palliduphantes och familjen täckvävarspindlar. Inga underarter finns listade i Catalogue of Life.